# Kakteenrabatte von Norrköping

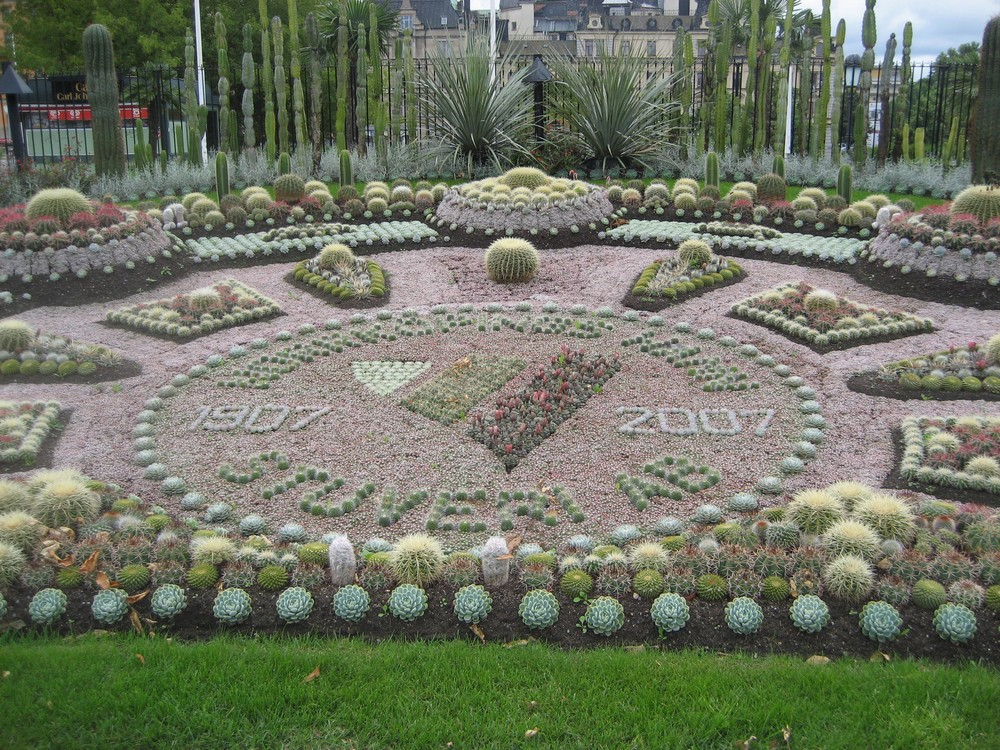
Kakteenrabatte 2007.

Die Kakteenrabatte ist eine Anpflanzung im Karl-Johann-Park im Zentrum von Norrköping. Umgeben von einem Halbbogen aus Agaven und pfeilerartigen Kakteen der Gattung Cereus bilden kleinere Kakteen ein Motiv mit aktuellem Bezug. Dieses Motiv ist beispielsweise ein Wappen, ein Firmenlogo, ein Monogramm oder eine Figur.

## Geschichte

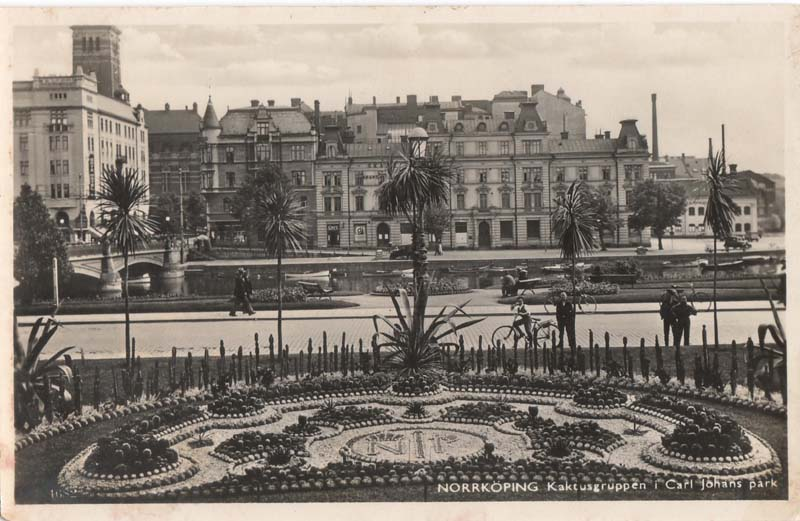
Kakteenrabatte zu Beginn der 1930er Jahre

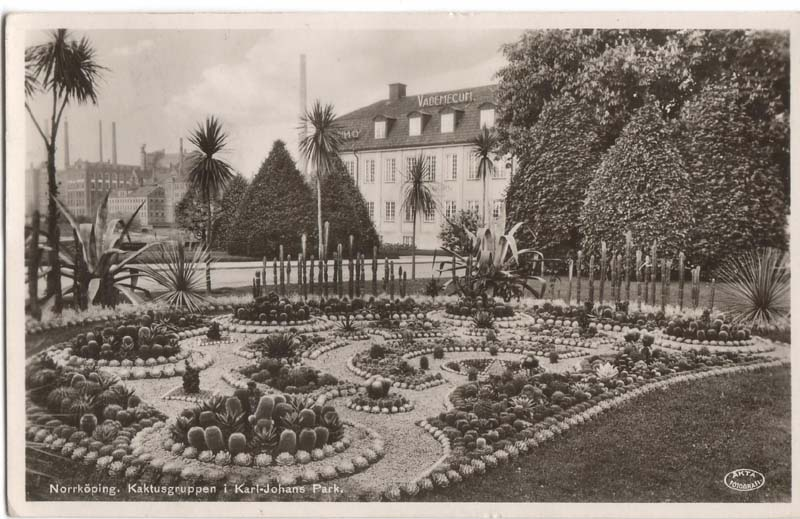
Kakteenrabatte 1936.

Auf dem Gelände befand sich ursprünglich ein öffentlicher Platz mit einer Statue des Königs Karl XIV. Johann, die dem Platz den Namen Karl-Johann-Platz verlieh. 1887 schlug John Philipson, ein Großhändler und Leiter der Stadtverwaltung, vor den gepflasterten Platz durch einen Park zu ersetzen. Philipson trug selbst die Kosten der Umgestaltung, die nach den Plänen des Architekten Carl Theodor Malm durchgeführt wurde. Der Park erhielt Rasenflächen, symmetrisch ausgerichtete Wege, exotische Bäume und Pflanzenrabatten. Die Rabatten um die Statue bestanden aus Dach-Hauswurz, Fetthennen und Echeverien. Südlich der Statue bildeten Blumen das alte Stadtwappen von Norrköping nach. Dieses Motiv wurde später vorübergehend an eine andere Stelle im Park verlegt.
Als die Stadt mit Erfolg exotische Pflanzen wie Pracht-Lilien, Palmen, Drachenbäume, Echeverien und Kakteen in einem Gewächshaus beim Herrenhof Ståthöga gezüchtet hatte, kam der Wunsch auf Ähnliches im Karl-Johann-Park zu zeigen. Die Rabatten im Park wurden mit der Zeit immer wieder vergrößert, beispielsweise spendierte der Baumeister Anders Carlsson 1908 eine große Anzahl Kakteen. 1912 entstand ein größeres Gewächshaus zur Verwahrung der Pflanzen im Winterhalbjahr. Nach weiteren Zukäufen und Schenkungen war die Motivpflanzung im Park ab Mitte der 1920er Jahre eine reine Kakteenrabatte. Die Zahl der Sommerblumen reduzierte sich kontinuierlich und nach 1925 waren sie ganz aus der Rabatte verschwunden. Für das Jahr 1926 schuf der städtische Gärtnermeister eine Planzeichnung. Um das zentrale Motiv setzte er einer Girlande aus fünf bis sechs Rotunden oder „Torten“.
Das Motiv im Zentrum war von 1928 bis 1934 wieder das alte Stadtwappen und ab 1935 bildeten die Kakteen für die nächsten drei Jahre Phantasiemuster. Mit dem Motiv von 1938 gratulierte Norrköping König Gustav V. zum 80. Geburtstag, hier bildeten Echeverien und Dach-Hauswurz das Monogramm des Staatsoberhauptes. Die Rabatte mit aktuellem Bezug fand großen Anklang bei der Bevölkerung, so dass die Muster nun jährlich gewechselt wurden und unterschiedliche Jubiläen und Anlässe würdigten.

## Gewächse

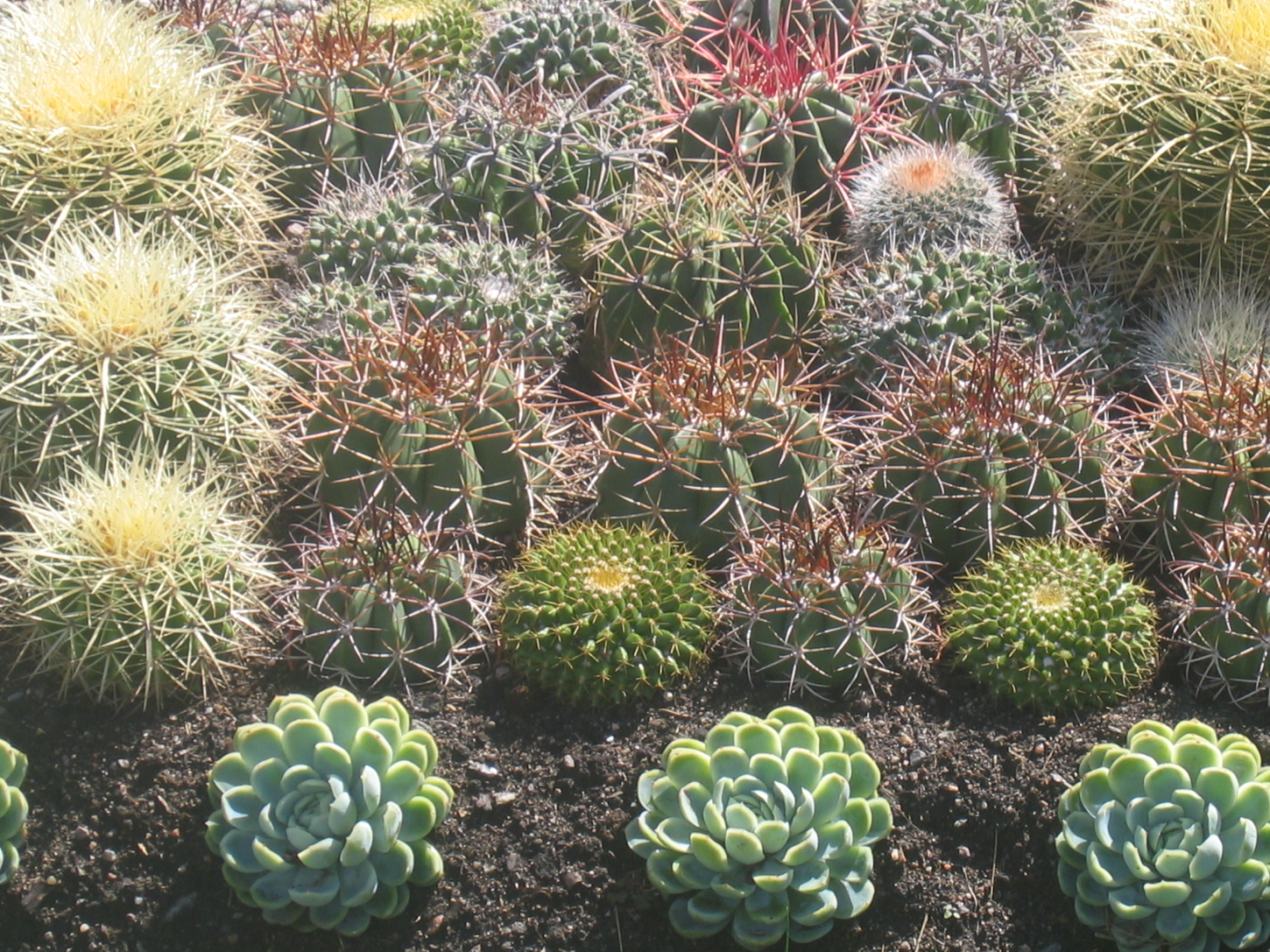
Exemplare aus den Gattungen Echinocactus und Echeveria.

Für die Kakteenrabatte wird ein großes Sortiment Kakteen verwendet, insgesamt 5000 bis 6000 Pflanzen, die durch reichlich Dickblattgewächse ergänzt werden. Der Grundaufbau der Pflanzung wurde seit den 1920er Jahren nicht mehr nennenswert verändert. Die umgebende Girlande ist etwa einen Meter breit und 22 Meter lang.
Die Zahl aller verwendeten Pflanzen beträgt gut 25.000. Flächige Bodenmatten bestehen für gewöhnlich aus Spinnweb-Hauswurz. Hier werden etwa 250 Rosetten für einen Quadratdezimeter benötigt. Für rote Flächen wird eher eine rubinfarbige Variante des Dach-Hauswurz eingesetzt. Bläuliche Exemplare aus der Gattung Echeveria machen eine weitere Farbvariante möglich. Die Farben Gelb und Braun entstehen durch den Einsatz verschiedener Arten der Gattung Mammillaria. Bei der Markierung von Linien kommt Echeveria elegans zum Einsatz, die sich auch über sehr lange Zeiträume so gut wie nicht verändert.
Früher wurden häufig Opuntia ficus-indica benutzt, doch seit 1966 wurden diese überwiegend durch Echinocactus grusonii ersetzt. In den Girlanden finden sich Kakteen der Gattung Cereus, wie Cereus jamacaru oder Cereus peruvianus und zwischen diesen einige Kanaren-Wolfsmilch-Exemplare. Die Rotunden der Girlanden bestehen überwiegend aus Kakteen der Gattung Echinocactus. Zur verstärkten Variation kommen weißhaarig Kakteen wie Cephalocereus senilis zum Einsatz.
Rund um die Girlande wachsen Agaven wie Agave americana und Agave marginata. Diese werden erst in die Pflanzung eingesetzt, wenn sie 40–50 Jahre alt sind und Blüten treiben. Weitere verwendete Pflanzen sind Haworthien und Aloen.

## Pflege

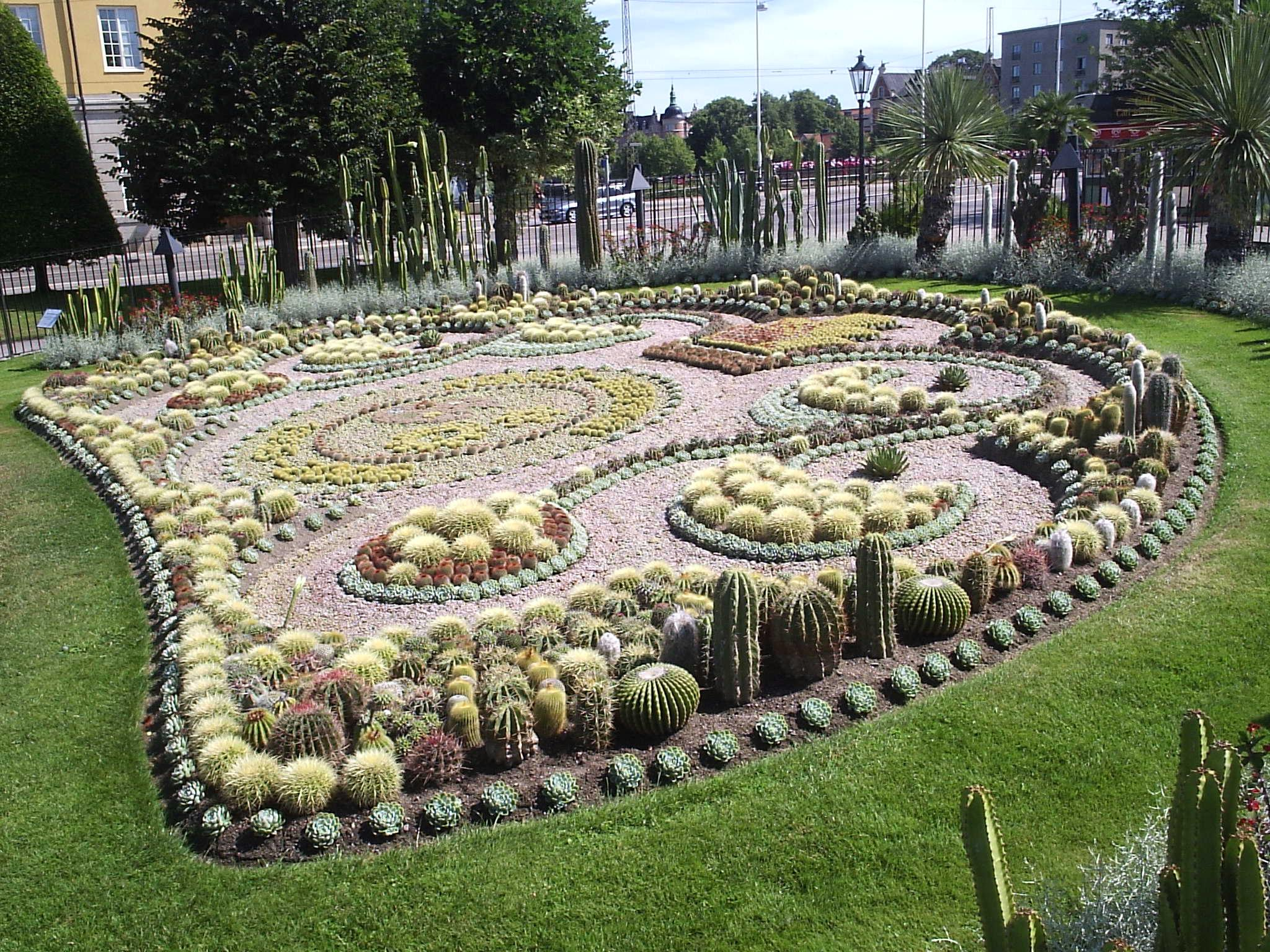
Kakteenrabatte 2006.

Mit der Kakteenrabatte will Norrköping nunmehr auf lokale Besonderheiten aufmerksam machen sowie nationale oder internationale Jubiläen würdigen. Der städtische Gärtnermeister schlägt das Motiv des nächsten Jahres vor und beachtet dabei auch die mögliche Reklamewirkung für die Stadt, und was mit dem vorhandenen Pflanzenmaterial möglich ist. Der technische Verwaltungsrat der Gemeinde berät und beschließt letztlich über den Vorschlag. Mit der Kakteenrabatte wurde auf viele ansässige Firmen aufmerksam gemacht, doch einen Beitrag zahlen die Unternehmen nicht. Nicht verwirklichte Vorschläge werden mitunter mit einem Motiv in einem anderen Park Norrköpings realisiert.
Nachdem das Motiv bestimmt ist, wird es auf Pappscheiben in natürlicher Größe gezeichnet. Für das zentrale Thema fertigt man eine kreisrunde Schablone, die mit Erde gefüllt wird und in die Anfang Mai eine Matte aus Spinnweb-Hauswurz gepflanzt wird. Sobald diese Pflanzen eine geschlossene Einheit bilden, schneidet man die Felder und Linien aus, die mit anderen Pflanzen gefüllt werden sollen. Bis Ende Mai sind auf dem Platz der Rabatte noch Winter- und Frühjahrspflanzen zu finden, die dann entfernt werden. Die frei werdenden Stellen in der Girlande und im hinteren Teil der Rabatte erhalten sodann eine Bepflanzung aus Kakteen und Echeverien. Die Entfernung der Schablone erfolgt Anfang Juni. Danach sind nur noch kleinere Korrekturen nötig. Ein Informationsschild liefert genauere Daten zum Motiv.
Im Sommer fallen die üblichen Pflegearbeiten an, wie Unkrautentfernung und Austausch verblühter oder abgestorbener Gewächse. Eine Bewässerung ist nicht nötig und Dünger wird nicht gebraucht.
In der ersten Oktoberwoche werden die Pflanzen eingesammelt und im Gewächshaus gelagert. Die Verwahrung der Gewächse erfolgt trocken bei etwa 10 °C, damit sie bis zum nächsten Sommer frisch bleiben. Die Dach-Hauswurz-Pflanzen überstehen die Lagerung im Freien. Von den etwa 4000 bis 5000 Echeveria elegans wird der Wurzelballen entfernt und die Blattrosette kühl gelagert. Im Februar oder März haben sich neue Wurzelstränge gebildet, so dass eine zwischenzeitliche Pflanzung in feuchter Erde möglich ist. Dieser Prozess kann jährlich wiederholt werden und einige der eingesetzten Echeverien sind schon seit Etablierung der Kakteenrabatte dabei.
Für die Pflege der Kakteenrabatte werden im Jahr etwa 1700 Arbeitsstunden aufgewendet.
Diebstahl von Gewächsen hat sich als kleineres Problem herausgestellt. Seit 1980 gibt es einen 1 m hohen Zaun um die Rabatte, der Impulsdiebstähle verhindern soll.

## Motive der Rabatte
| - 1926 – Arabesken - 1927 – Arabesken - 1928 – Norrköpings altes Stadtwappen - 1929 – Norrköpings altes Stadtwappen - 1930 – Norrköpings altes Stadtwappen - 1931 – Norrköpings altes Stadtwappen - 1932 – Norrköpings altes Stadtwappen - 1933 – Norrköpings altes Stadtwappen - 1934 – Norrköpings altes Stadtwappen - 1935 – Arabesken - 1936 – Arabesken - 1937 – Arabesken - 1938 – 80. Geburtstag von Gustav V. - 1939 – 100. Todestag von Pehr Henrik Ling - 1940 – Finanzierung der nationalen Verteidigung - 1941 – Kleines Reichswappen - 1942 – Kleines Reichswappen - 1943 – 85. Geburtstag von Gustav V. - 1944 – 75 Jahre Schützengilde von Norrköping - 1945 – Militärluftflotte Norrköping - 1946 – Norrköpings neues Stadtwappen mit Olav dem Heiligen - 1947 – 50 Jahre IFK Norrköping - 1948 – 90. Geburtstag von Gustav V. - 1949 – 50 Jahre Bauarbeitergewerkschaft - 1950 – 75 Jahre städtische Feuerwehr - 1951 – 100 Jahre städtisches Gaswerk - 1952 – 100 Jahre städtische Baumwollweberei - 1953 – 50 Jahre IK Sleipner - 1954 – 100 Jahre Textil- und Papierunternehmen Holmens Bruk (Tochterfirma von Holmen AB) - 1955 – 50 Jahre Zeitung Folkbladet - 1956 – 100 Jahre staatliche Eisenbahngesellschaft - 1957 – 100 Jahre Gymnasium Eberstein - 1958 – 200 Jahre Zeitung Norrköpings Tidningar - 1959 – 50 Jahre Norrköpings allgemeine Sportvereinigung - 1960 – 100 Jahre Arbeiterbund Arbis - 1961 – 50 Jahre Firma AB Manus - 1962 – Öffnung des Lindökanals - 1963 – Olav der Heilige - 1964 – Ausstellung NU 64 - 1965 – Blumenstadt Norrköping - 1966 – 100 Jahre Eisenbahn in Norrköping - 1967 – Umstellung auf Rechtsverkehr - 1968 – Treffen des schwedischen Wohnwagenclubs i Norrköping | - 1969 – 50 Jahre Lokalsektion des Arbeiter-Bildungs-Bundes (ABF) - 1970 – Europäisches Jahr für Naturpflege - 1971 – 50 Jahre Zentralorganisation der Gewerkschaft in Norrköping - 1972 – 75 Jahre IFK Norrköping - 1973 – 75 Jahre Landsorganisationen - 1974 – 75 Jahre Kooperativa Förbundet - 1975 – Olav der Heilige - 1976 – Kleines Reichswappen – staatliche Behörden ziehen nach Norrköping - 1977 – 75 Jahre Segelclub am Bråviken - 1978 – 100 Jahre Norrköpings Gymnastikverein - 1979 – 75 Jahre Straßenbahn Norrköping - 1980 – 70 Jahre schwedische Kommunalgewerkschaft - 1981 – Internationales Jahr der Behinderten - 1982 – 75 Jahre schwedischer Pfadfinderverein - 1983 – 225 Jahre Norrköpings Tidningar - 1984 – 600 Jahre Norrköping - 1985 – 100 Jahre Abstinenzbewegung in Norrköping - 1986 – 350 Jahre schwedische Post - 1987 – 100 Jahre Schokoladenfabrik Svea - 1988 – 100 Jahre Norrköpings polytechnische Vereinigung - 1989 – 100 Jahre Sozialdemokratische Arbeiterpartei Schwedens - 1990 – 200 Jahre Handwerk in Norrköping - 1991 – 350 Jahre Gesellschaft der Schiffsführer - 1992 – 100 Jahre Verein zur Förderung der Freiluftaktivitäten - 1993 – 350 Jahre Seekartenbehörde - 1994 – 100 Jahre Norrköpings Baumeisterverein - 1995 – 50 Jahre Vereinte Nationen - 1996 – 75 Jahre Mieterbund in Norrköping - 1997 – 100 Jahre IFK Norrköping - 1998 – 100 Jahre Landsorganisationen in Norrköping - 1999 – 200 Jahre J. Ringborg Aktiengesellschaft - 2000 – 200. Jahrestag der Krönung von Gustav IV. Adolf in Norrköping - 2001 – 100 Jahre schwedischer Philatelistenverband in Norrköping - 2002 – 100 Jahre Ausbildung zur Kinderbetreuung in Norrköping - 2003 – 100 Jahre IK Sleipner - 2004 – 100 Jahre Straßenbahn Norrköping - 2005 – 100 Jahre Folkbladet - 2006 – 100. Jahrestag der Kunst- und Industrieausstellung von Norrköping - 2007 – 100 Jahre Norrköpings Hafen - 2008 – 250 Jahre Norrköpings Tidningar - 2009 – 400 Jahre Holmen AB - 2010 – 100 Jahre Rathaus Norrköping - 2011 – 75 Jahres SKTF - 2012 – 100 Jahre Norrköpings symfoniorkester |